# 꽃이여, 춤춰라
〈꽃이여, 춤춰라〉(일본어: 花よ踊れ 하나요오도레[*])는 일본의 여가수 나카모리 아키나(中森明菜)의 46번째 싱글로 2006년 5월 17일에 발매하였다. (12cmCD: UMCK-5143, 디지털 다운로드) 작사는 카렌(夏蓮)이, 작곡은 하바 히토시(羽場仁志)가, 편곡은 우에스기 히로시(上杉洋史)가 담당하였고 유니버설 뮤직 재팬 소속의 레이블인 유니버설 시그마에서 출시되었다. B사이드 곡은 〈GAME〉(게임)으로 작사는 쿠도 아마네(工藤周)가, 작곡은 하야시다 켄지(林田健司)가, 편곡은 하야시다 켄지와 우에스기 히로시가 공동으로 도맡았다. 이 곡은 나카모리가 7년만에 주연을 맡은 니혼 테레비의 수요드라마 《프리마담》(プリマダム)의 주제곡으로 사용되었다. 싱글의 디스크 재킷은 나카모리가 어릴 때 배우던 발레 사진을 일러스트한 것이다.
음악잡지 《CD저널》은 라틴계 호른과 기타, 휘슬로 어우러진 멜로디에서 나카모리의 저음 보컬이 울리며, 마치 고독 속에서 피는 꽃을 잘 표현했다고 평하였다.
2006년 5월 29일, 오리콘 주간 싱글 차트 23위로 처음 등장하여 차트 톱100을 6주 동안 지켰다.

## 수록곡
| #            | 제목                                           | 작사         | 작곡          | 편곡                           | 재생 시간 |
| ------------ | ---------------------------------------------- | ------------ | ------------- | ------------------------------ | --------- |
| 1.           | 〈〈꽃이여, 춤춰라〉(花よ踊れ)〉               | 카렌         | 하바 히토시   | 우에스기 히로시                | 4:20      |
| 2.           | 〈〈GAME〉〉                                   | 쿠도 아마네  | 하야시다 켄지 | 하야시다 켄지, 우에스기 히로시 | 4:58      |
| 3.           | 〈〈꽃이여, 춤춰라〉(花よ踊れ, instrumental)〉 |              |               |                                | 4:18      |
| 4.           | 〈〈GAME〉(instrumental)〉                     |              |               |                                | 4:58      |
| 총 재생 시간 | 총 재생 시간                                   | 총 재생 시간 | 총 재생 시간  | 총 재생 시간                   | 18:34     |